# Волынкин, Михаил Викторович
Михаил Викторович Волынкин (узб. Volinkin Mixail  род. 1 февраля 1994 года в городе Новгород, Россия ) — узбекистанский профессиональный бодибилдер и  мастер спорта международного класса по бодибилдингу.

## Любительская карьера
В 2012 −2013 годы стал чемпионом Узбекистана по бодибилдингу. Он становился победителем юниорского чемпионата мира в Мумбаи (Индия, 2014), чемпионате Центральной Азии в Алма-Ате (2016) и чемпионате Азии и чемпионате мира среди любителей (2017). В 2017 году он одержал победу в Чемпионате Мира по бодибилдингу в супертяжелом весе — от 100 кг и выше, который проходил в Монголии. Его первый Чемпионат Мира в 2014 году, который проходил в Индии, был первый случай, когда спортсмен из Узбекистана стал чемпионом мира. Михаил Волынкин завоевал золотую медаль турнира Arnold Classic-2018 в американском Колумбусе, став абсолютным чемпионом по бодибилдингу среди любителей.

## Профессиональная карьера
Профессиональную карту IFBB получил после победы Arnold Amateur Classic в 2018 году. Он стал первым в истории атлетом-победителем из Центральной Азии, получившим профессиональную карту по бодибилдингу. Отныне он будет участвовать в соревнованиях только среди сильнейших профессиональных атлетов. Призёр Арнольд Классик Среди PRO 2019 г. (штат Огайо) Призёр Монстер Зим PRO 2019 г. (Сеул)

## Антропометрические данные
- Рост - 171см
- Вес в межсезонье - 123кг
- Вес конкурса - 110кг
- Бицепс - 54см
- Грудь  - 132см
- Талия  - 90см
- Бедро - 78см
- Голень - 52см

## Спортивные достижения
| Год  | Соревнование                                           | Результат |
| ---- | ------------------------------------------------------ | --------- |
| 2012 | Чемпион Узбекистана (Ташкент)                          | 1         |
| 2013 | Чемпион Узбекистана (Ташкент)                          | 1         |
| 2013 | Чемпион Центральной Азии (Казахстан Алма-Ата)          | 1         |
| 2014 | Чемпион Мира 2014г (Индия Мумбай)                      | 1         |
| 2015 | Абсолютный Чемпион Узбекистана (Ташкент)               | 1         |
| 2015 | Чемпион Азии (Узбекистан Ташкент)                      | 1         |
| 2015 | Чемпион Мира (Таиланд Бангкок)                         | 1         |
| 2016 | Абсолютный Чемпион Узбекистана (Ташкент)               | 1         |
| 2016 | Абсолютный Чемпион Центральной Азии (Казахстан Актау)  | 1         |
| 2016 | Чемпионат Азии (Бутан Тхимпху)                         | 2         |
| 2017 | Абсолютный Чемпион Узбекистана (Ташкент)               | 1         |
| 2017 | Абсолютный Чемпион Центральной Азии (Казахстан-Актобе) | 1         |
| 2017 | Чемпионат Азии (Корея Сеул)                            | 2         |
| 2017 | Чемпион Мира (Монголия Улан-Батор)                     | 1         |
| 2019 | Призер Арнольд Классик Среди PRO (США, Огайо)          | 12        |
| 2019 | Призер Монстер Зим PRO (Корея Сеул)                    | 7         |